# Stigbergets sjukhus

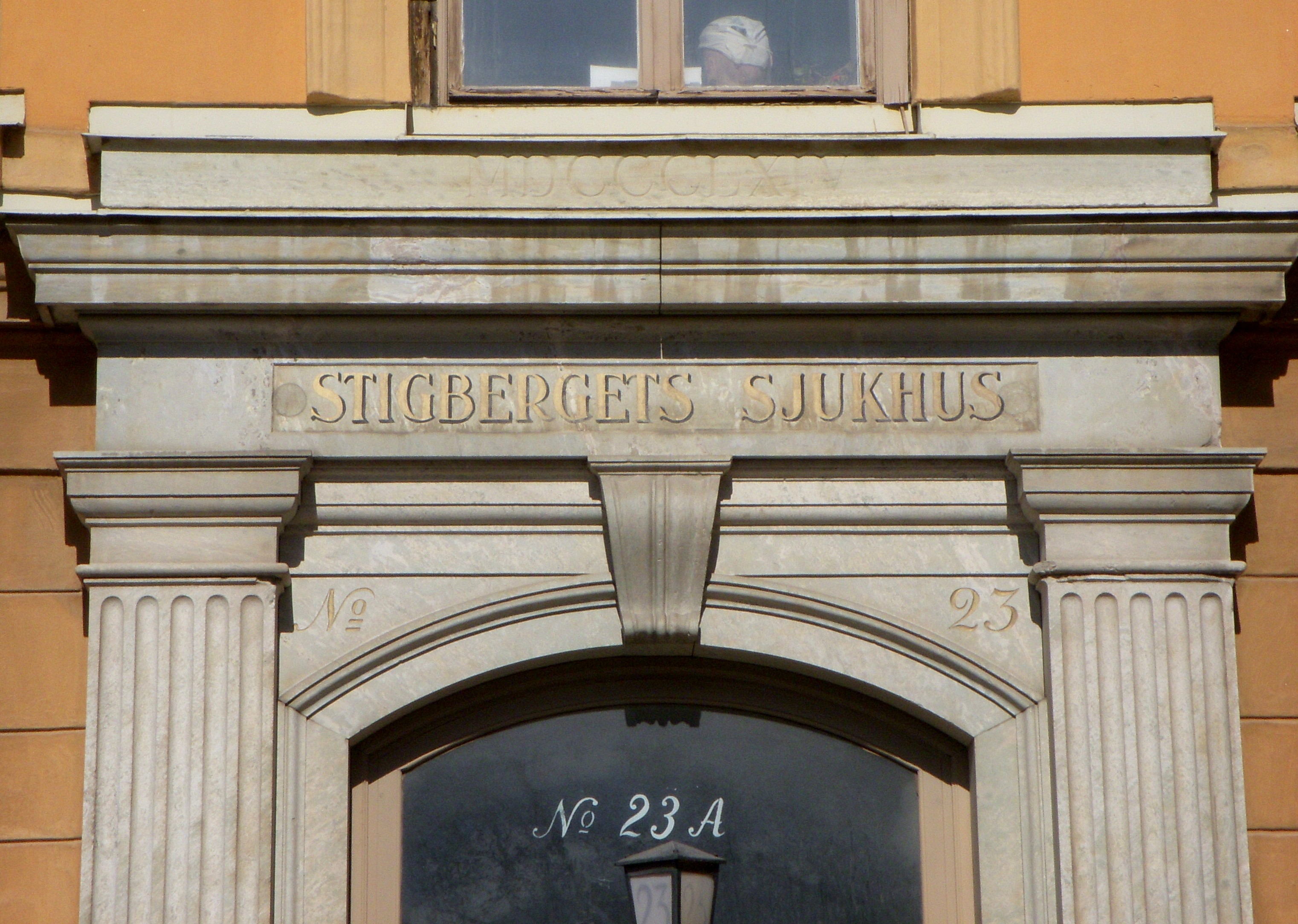
"Stigbergets sjukhus" portal.
(MDCCCLXIV = 1864)

Stigbergets sjukhus låg vid Fjällgatan 23A (ursprungligen 23) och 23B (ursprungligen 23A) på Södermalm i Stockholm. Stigbergets sjukhus hade här sin verksamhet mellan 1941 och 1974. Byggnaderna uppfördes ursprungligen för Schartaus Handelsinstitut och kallas ibland även Gamla Schartau. Åren 1916-1940 var cancersjukhuset Radiumhemmet hyresgäst. Idag huserar en konstnärsförening i nummer 23A och stiftelsen Hälsans hus i 23B.

## Handelsinstitut

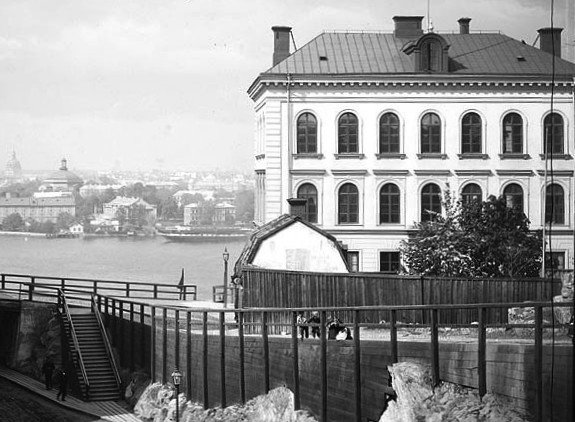
"Handelsinstitutet" 1902

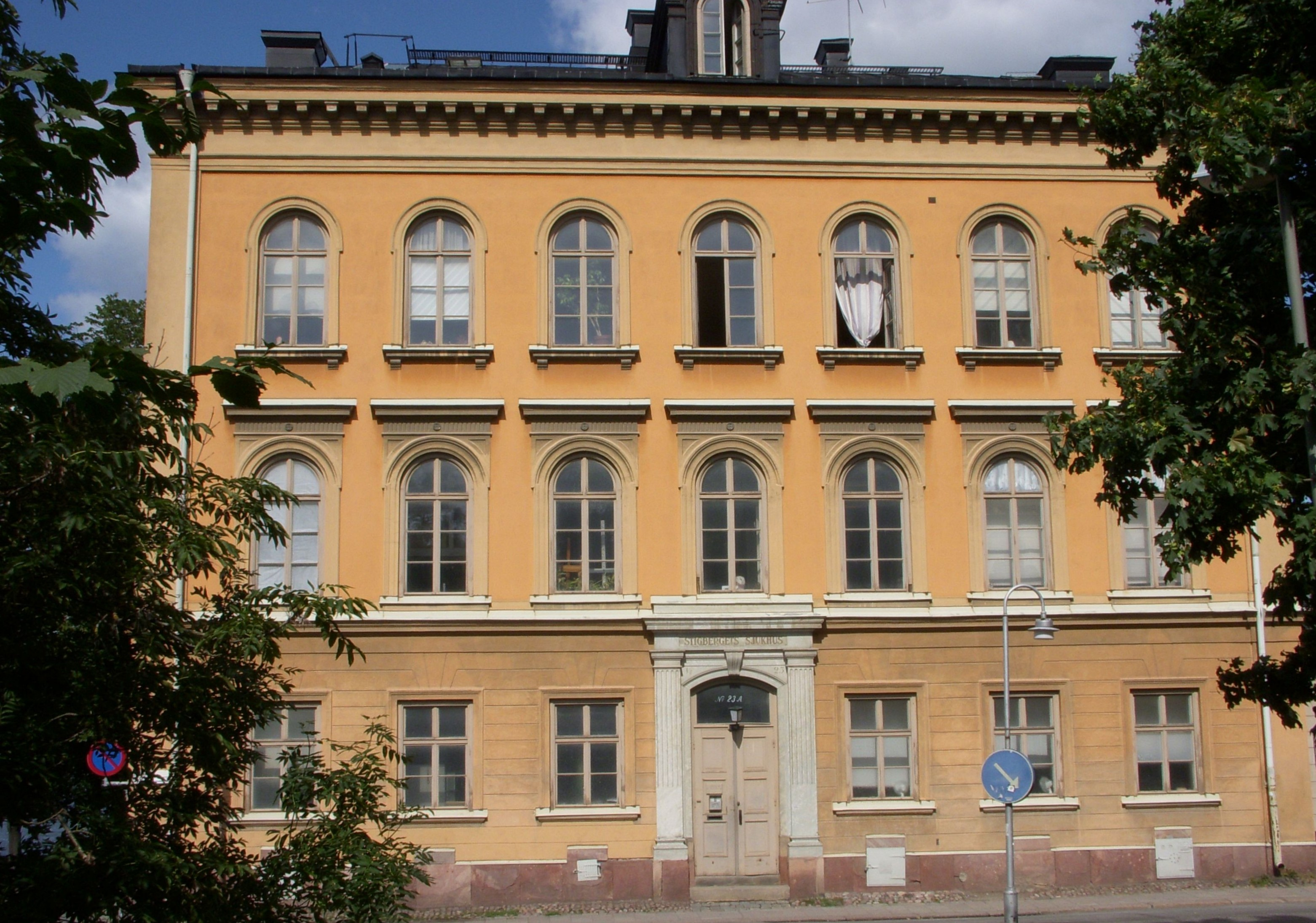
Fjällgatan 23A i augusti 2009

Byggnaden vid Fjällgatan 23A beställdes av Frans Schartau. Tack vare en insamling kunde bygget finansieras och Schartaus förslag att bygga ett hus "å Grosshandelssocietetens egen rymliga tomt å Södermalm, för att inredas till Handelsinstitut"  antogs i januari 1861. 
Arkitekt för byggnaden var Johan Fredrik Åbom med M. Atterberg som byggmästare. Åbom ritade en typisk institutionsbyggnad med putsfasader i nyrenässans.  Husets sockel utfördes i röd sandsten från Gävle och för portomfattningen användes grön kolmårdsmarmor. Golven i trapporna belades med finslipad kalksten från Öland som lades i rutor med olika färgnyanser. Huset innehöll bara en lärosal och rektorn hade sin bostad i bottenvåningen. Från början var byggnaden bara två våningar hög. Undervisningen började i september 1865 med 28 elever.
På granntomten (dagens Fjällgatan 23B) byggdes 1882–1884 skolans internat med plats för 18 boende elever samt bostäder för två lärare och rektorn. Arkitekter för internatsbyggnaden var bröderna Axel och Hjalmar Kumlien. För att kunna ta emot fler elever (sedan 1886 även flickor) höjdes skolbyggnaden kring år 1900 med en våning. Skolans utrymmen räckte dock fortfarande inte och 1915 flyttade Schartaus Handelsinstitut till större lokaler vid Stigbergsgatan 26-28.

## Radiumhemmet

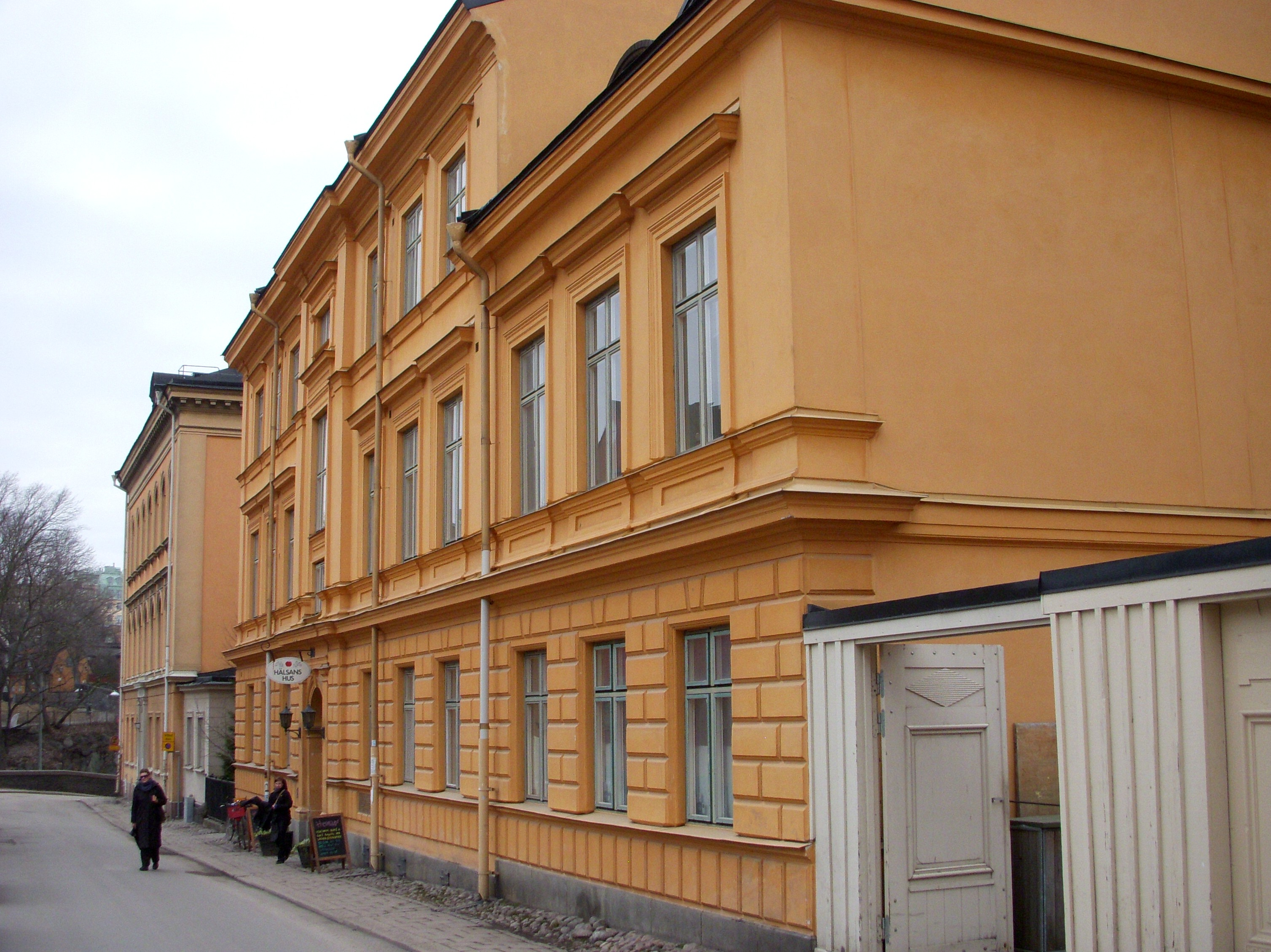
Fjällgatan 23A och 23B (närmast) 2010

År 1916 övertogs båda skolhusen av Svenska Cancerföreningen som öppnade Radiumhemmet i byggnaden. Huset fortsatte att vara Radiumhemmet fram till 1938-40; då flyttades verksamheten till Karolinska sjukhuset i Solna, där den fortfarande finns.

## Stigbergets sjukhus och verksamheten fram till nutid
Mellan åren 1941 och 1974 fanns Stigbergets sjukhus i båda byggnader samt i huset Fjällgatan 20A som 1939 ombyggdes av Stockholms stads fastighetskontor till sjukhus. I början på 1970-talet var det ett annexsjukhus med 106 platser inom långtidsvården. Tillsammans med Åsö sjukhus var det den första långvårdskliniken i Stockholm. 
I huset Fjällgatan 23A finns numera konstnärsföreningen Ateljé Förening och sedan 1976 har stiftelsen Hälsans hus sin verksamhet i Fjällgatan 23B. I källarvåningen har den vegetariska restaurangen Hermans sina lokaler.
Byggnaderna ägs av Stockholms stad och förvaltas av AB Stadsholmen. Den är blåmärkt av Stadsmuseet i Stockholm, vilket innebär att fastigheten utgör "synnerligen höga kulturhistoriska värden".